# ユグルンチ・カヤ
ユグルンチ・カヤ（モンゴル語: Yügrünči qaya,中国語: 月挙連赤海牙,? - ?）は、モンゴル帝国および大元ウルスに仕えたウイグル人将軍の一人。『元史』などの漢文史料では月挙連赤海牙(yuèjŭliánchìhǎiyá)と記される。

## 概要
ユグルンチ・カヤが初めて史料上にあらわれるのはモンゴル帝国第4代皇帝モンケの時代のことで、ユグルンチ・カヤはモンケの南宋親征に従軍していた。この南宋遠征ではモンゴル人にとって不慣れな酷暑の地城が戦場となったため疫病が蔓延し、ユグルンチ・カヤはこの疫病の治療に務めた功績で白金50両を与えられている。
モンケの死後、帝位を巡って帝位継承戦争が勃発すると、ユグルンチ・カヤはクビライ派に立って参戦した。1262年（中統3年）にはクドゥがクビライに反旗を翻したため、 兵を率いてこれを討伐する功績を挙げた。1275年（至元12年）には隴右河西道提刑按察使に任ぜられ、兀朗孫火石顔が反乱を起こした時には皇太子チンキム・安西王マンガラの指揮下に入ってこれを討伐した。
1278年（至元15年）、ユグルンチ・カヤは伯速帯とともに六盤山で叛乱を起こした グユク家のトゥクルクを討伐し、金衣・腰帯・金碗を与えられた。1280年（至元17年）には嘉議大夫に、1283年（至元20年）には中奉大夫・四川等処行中書省参知政事を歴任したが、病のため官を辞して秦州に帰郷した。その後も復職することはなく、1304年（大徳4年）に亡くなった。後に威寧郡公に追封されている。